# Bazanit
Bazanit je vyvřelá extruzivní hornina složená zejména z pyroxenů, plagioklasu, foidů a olivínu s masivní nebo pórovitou texturou. Od složením blízkého bazaltu se liší zvýšeným obsahem foidů, kterých objemově obsahuje víc než 5 %. V diagramu QAPF se nachází v poli 14 a v TAS diagramu v poli U1.
Původní název bazanit zřejmě zavedl okolo roku 320 př. n. l. Theofrastos z Eresu. Současné pojetí horniny zavedli Fritsch a Riess v roce 1878, později upravené Harrym Rosenbuschem.
Pro bazanit je typický obsah foidů, obvykle nefelínu nebo leucitu. Kromě nich ho tvoří Ca-plagioklasy, augit a olivín. Z akcesorických minerálů jsou zastoupeny oxidy železa a titanu jako ilmenit, magnetit nebo perovskit. V malém množství může obsahovat také alkalické živce (například ortoklas). Klinopyroxeny (augit) a olivín tvoří nejčastěji vyrostlice v základní sklovité hmotě. Augit přitom obsahuje podstatně víc titanu, hliníku a sodíku než typické bazalty. Křemen a ortopyroxeny nejsou nikdy přítomné a bazanit nikdy neobsahuje ani klinopyroxen pigeonit. Z geochemického hlediska mají bazanity nízký obsah křemíku (42–45 % oxidu křemičitého) a vysoký obsah alkálií (3–5,5 % oxidu sodného a oxidu draselného) ve srovnání s bazaltem, který obvykle obsahuje více oxidu křemičitého. Ještě bohatší na alkálie v porovnání s obsahem oxidu křemičitého je nefelinit.
Bazanity se vyskytují na kontinentech a na oceánských ostrovech. Nejčastěji tvoří lávové proudy nebo struskové kužely. Spolu s bazalty jsou častým produktem vulkanismu horkých skvrn. Na povrch vystupují například na Havajských ostrovech nebo na Komorách. V Česku se vyskytují v Doupovských horách nebo v Českém středohoří v okolí Milešovky.